# Reacción de Sabatier

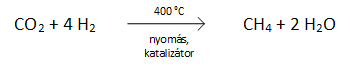
Gráfico de la reacción con el catalizador de níquel

La reacción de Sabatier es un proceso mediante el cual, se hacen reaccionar hidrógeno (H2) y dióxido de carbono (CO2) a altas temperaturas y presiones para transformarlos, con ayuda de un catalizador de níquel, en agua (H2O) y metano (CH4). Opcionalmente se puede optar por rutenio en alúmina que constituyen un mejor catalizador.
CO2 + 4H2 → CH4 + 2H2O
Fue descubierta por el químico francés Paul Sabatier, ha sido propuesto como un paso clave en el envío de misiones tripuladas a Marte. En estas misiones se podrían llevar tanques llenos de hidrógeno de la tierra, o bien producirlo a partir de agua marciana mediante un proceso de electrólisis, consiguiendo además oxígeno. Aparte se tomaría el dióxido de carbono de la atmósfera de Marte, consiguiendo así un considerable ahorro de peso.
La reacción es exotérmica y produce una energía de aproximadamente 165 kJ (aunque este valor es referencial, ya que varía según las condiciones). La reacción se lleva a cabo en un reactor, cuyas paredes están revestidas de níquel que actúa como catalizador.
- Datos: Q899612
- Multimedia: Sabatier reaction / Q899612